# Amadeus Nestler
Amadeus Julius Nestler (* 14. Juli 1870 in Naundorf; † 24. August 1964 in Leipzig) war ein deutscher Pianist und Musikpädagoge.

## Leben
Der Sohn von August Julius Nestler besuchte von 1880 bis 1890 das Königliche Gymnasium in Leipzig, das er mit dem Reifezeugnis verließ. Er ließ sich anschließend am Leipziger Konservatorium als Schüler von Carl Reinecke und Salomon Jadassohn zum Konzertpianisten ausbilden. Infolge einer nervlichen Überanstrengung studierte er vorübergehend Rechtswissenschaften an der Universität Leipzig, wandte sich unter Verzicht auf die Virtuosenlaufbahn 1896 jedoch wieder der Musik zu. Zunächst war er Korrepetitor am Stadttheater Leipzig und von 1897 bis 1898 war er als Kapellmeister am Stadttheater Lübeck tätig. Von 1898 bis 1909 trat er als Konzertbegleiter auf. 1909 wurde er schließlich als Lehrer für Klavier an das Leipziger Konservatorium berufen.
Seit 1904 war er verheiratet mit Hanna Hirt. Der Ehe entstammte die Tochter Erika (* 25. Mai 1911). Wie sein Vater war er Mitglied der Leipziger Freimaurerloge Apollo.

## Schriften
- Sechzehn Etüden aus Carl Czerny's Schule der Geläufigkeit zur Ausbildung der linken Hand, Pabst, Leipzig 1909
- Klaviertechnik, Pabst, Leipzig 1912
- Tonleiter-Studium für Klavier nach dem Prinzip der Symmetrie, Merseburger, Leipzig 1929